# Plommon (musikalbum)
Plommon är Niclas Wahlgrens sjätte album, utgivet 30 september 2009. Albumet innehåller bland annat singlarna "Inatt (Part 2)", "Ta några steg", "Extas" och "Du och jag nu".

## Låtlista
1. "Extas"
2. "Du och jag nu"
3. "Innan sommaren är slut"
4. "Dansa genom eld"
5. "Johanna"
6. "När jag funnit dig"
7. "Novemberbarn"
8. "Inatt (Part 2)"
9. "Ta några steg"
10. "Där varje minut blir två"